# Euagathis transitor
Euagathis transitor är en stekelart som beskrevs av Szepligeti 1914. Euagathis transitor ingår i släktet Euagathis och familjen bracksteklar. Inga underarter finns listade i Catalogue of Life.